# Tynan
Tynan és una concentració de població designada pel cens dels Estats Units a l'estat de Texas. Segons el cens del 2000 tenia 301 habitants.

## Demografia
Segons el cens del 2000, Tynan tenia 301 habitants, 92 habitatges, i 75 famílies. La densitat de població era de 33,9 habitants per km².
Dels 92 habitatges en un 42,4% hi vivien nens de menys de 18 anys, en un 62% hi vivien parelles casades, en un 16,3% dones solteres, i en un 17,4% no eren unitats familiars. En el 15,2% dels habitatges hi vivien persones soles el 8,7% de les quals corresponia a persones de 65 anys o més que vivien soles. El nombre mitjà de persones vivint en cada habitatge era de 3,27 i el nombre mitjà de persones que vivien en cada família era de 3,64.
Per edats la població es repartia de la següent manera: un 32,9% tenia menys de 18 anys, un 8,3% entre 18 i 24, un 26,2% entre 25 i 44, un 21,3% de 45 a 60 i un 11,3% 65 anys o més.
L'edat mediana era de 33 anys. Per cada 100 dones de 18 o més anys hi havia 96,1 homes.
La renda mediana per habitatge era d'11.250 $ i la renda mediana per família d'11.786 $. Els homes tenien una renda mediana de 15.833 $ mentre que les dones 12.000 $. La renda per capita de la població era de 5.874 $. Aproximadament el 43,8% de les famílies i el 47,4% de la població estaven per davall del llindar de pobresa.

## Poblacions més properes
El següent diagrama mostra les poblacions més properes.